# Drumul Franței
Drumul Franței, tradus inițial Drumul gloriei (în franceză Le Chemin de France) este un roman de aventuri scris de Jules Verne în 1885. El a fost publicat pentru prima dată în formă de foileton în Le Temps în perioada 31 august - 30 septembrie 1887 și integral la 18 noiembrie 1889 într-o ediție dublă cu "Întâmplări neobișnuite" de Editura Hetzel.

## Rezumat
Natalis Delpierre, căpitan în Armata Franceză, povestește întâmplările prin care a trecut cu prilejul vizitei făcute surorii sale Irma, în vara anului 1792. Pe atunci sora sa locuia în Prusia, unde lucra ca servitoare în casa doamnei Keller și a fiului său, Jean. În perioada vizitei sale apar zvonurile unei posibile înfruntări armate între Franța și Germania. 
Când izbucnește războiul între Franța și Prusia, Delpierre și prietenii săi trebuie să găsească atunci calea de a se întoarce în Franța. Jean Keller este obligat să se alăture armatei prusace și să lupte sub comanda unui ofițer care îi este rival în dragoste. Ambii doresc să cucerească inima domnișoarei Marthe de Lauranay. La scurtă vreme, ea, bunicul său, Irma și Natalis sunt forțați să părăsească Prusia și să plece în Franța.
Călătoria este tristă și anevoioasă, iar pericolul care-i pândește la fiecare pas crește odată cu întâlnirea lui Jean, care a dezertat din armata prusacă. Protagoniștii asistă la războiul purtat la frontiera franco-prusacă și sunt capturați de un batalion austriac. Chiar în clipa în care Jean și Natalis sunt pe cale să fie executați, armata franceză intervine și îi salvează, înrolându-i apoi pentru lupta împotriva invadatorilor.
După încheierea războiului, se stabilesc cu toții în Franța, unde Jean și Marthe se căsătoresc. 

### Capitolele cărții
Capitolele acestei cărți nu au titlu, ci sunt numerotate de la I la XXV.

## Climatul istoric al evenimentelor narate în roman
Faptul că personajul principal este un fiu de agricultor înrolat în armată îi permite lui Jules Verne să prezinte consecințele Revoluției franceze, care a marcat trecerea de la monarhia absolută la republică. Acest eveniment major al epocii moderne a început în 1789 cu reunirea Adunării Stărilor Generale și căderea Bastiliei și a luat sfârșit odată cu lovitura de stat din 18 Brumar a lui Napoleon Bonaparte.
Romanul prezintă influența pe care a avut-o revoluția asupra orânduirii sociale. Dacă, în perioada monarhiei absolute, era imposibil pentru fiul unui țăran să ocupe poziții mai înalte de subofițer în cadrul armatei, noul regim îi permite să urce pe scara ierarhică până la căpitan și, dacă învață să scrie și să citească poate ajunge chiar mai sus.
Din punct de vedere politic, perioada asupra căreia se concentrează acțiunea romanului este cea a războiului izbucnit între Franța și unele dintre monarhiile europene care intenționau să-l repună în drepturi pe regele Ludovic al XVI-lea. Războiul, care s-a desfășurat în anul 1792 și a opus armatei franceze alianța dintre armatele austriacă și prusacă, s-a încheiat pe 20 septembrie cu bătălia de la Valmy, forțele invadatoare fiind oprite.

## Teme abordate în cadrul romanului
La fel ca și în Cele 500 de milioane ale Begumei, Jules Verne își varsă tot disprețul față de germani, pe care îi descrie aproape în totalitate ca niște ticăloși. Această atitudine este prezentă în toate operele sale în care apar personaje de origine germană.

## Lista personajelor
- Natalis Delpierre - subofițer, apoi ofițer francez. Este fiu de agricultor originar din Picardia, în vârstă de 31 ani, rămas orfan de la 18 ani. Analfabet, el învață să citească și să scrie datorită lui Jean Keller. Este personajul principal al romanului, fiind cel care povestește.
- Irma Delpierre - sora lui Natalis, 40 ani. Lucrează ca servitoare în casa doamnei Keller, unde primește vizita fratelui ei.
- Jean Keller - negustor francez, 24 ani. Fiul doamnei Keller. Îndrăgostit de Marthe de Lauranay, cu care plănuiește să se căsătorească.
- Doamna Keller - mama lui Jean Keller, franceză, 45 ani. Este căsătorită cu un negustor german de origine lorenă, emigrat după revocarea Edictului de la Nantes, dar a rămas văduvă în urmă cu 15 luni.
- Marthe de Lauranay - franceză, 20 ani, îndrăgostită de Jean Keller.
- Domnul de Lauranay - bunicul Marthei de Lauranay, 70 ani, de religie protestantă. Este de origine franceză, deși locuiește în Germania cu nepoata sa.
- Kalkreuth - șeful poliției din Belzingen.
- Frantz von Grawert - ofițer german, îndrăgostit de Marthe de Lauranay. El devine rivalul lui Jean Keller.
- Colonel von Grawert - comandantul Regimentului din Lieb și tatăl lui Frantz von Grawert.
- Buch (braconier german) și cei doi fii ai săi - locuiesc la Belzingen;, ei se transformă în vânători de recompense prin urmărirea lui Jean Keller.
- R. G. von Melhis - ofițer în regimentul din Lieb. Este prieten cu Frantz.
- Hans Stenger - țăran francez
- Ludwig Pertz - unul din soldații regimentului din Lieb. El posedă cheia pentru salvarea unuia dintre personaje și intervine la finalul romanului.

## Traduceri
În traducerea engleză, romanul a fost publicat cu subtitlul The Flight to France sau The Memoirs of a Dragoon. A Tale of the Day of Dumouriez. Prima ediție engleză a fost publicată în 1888 de editura Sampson Low, Marston, Searle, & Rivington din Londra, iar prima ediție americană a apărut în 1889, fiind editată de G. Munro din New York.
Prima traducere în limba română a fost realizată de Constantin Ghica și a fost publicată în anul 1925 la București sub titlul Drumul gloriei. Ea a fost reeditată în anii 1990 de către Editura Agora din Iași, cu același titlu. O nouă traducere a fost realizată de Traian Fințescu și a fost publicată în 2003 de Editura Corint din București, cu titlul Drumul Franței.
- 1925 - Drumul gloriei, traducere Constantin Ghica
- 1991 - Drumul gloriei, Ed. Agora, traducere Constantin Ghica, 200 pag., ISBN 	973-95073-6-0
- 2003 - Drumul Franței, Ed. Corint, traducere Traian Fințescu, 192 pag., ISBN 973-653-491-X
- 2011 - Drumul Franței, Ed. ErcPress, Colecția "Jules Verne", vol. 12, traducere Dan Starcu, 224 pag., ISBN 978-606-602-040-4